# BMW 116
BMW 116 — це компактний сімейний хетчбек преміум-класу. Будучи єдиним автомобілем у даному класі з системою заднього приводу, яка частіше зустрічається у конструкції спортивних моделей, БМВ 116 представлений в три- і п'ятидверній версії кузова з бензиновим або дизельним двигуном під капотом.
Основними конкурентами даної моделі є Ауді А3, Volkswagen Golf і Мерседес А-класу. 
Автомобіль представлений у чотирьох рівнях комплектацій — SE, Sport, Efficient Dynamics Plus і M Sport.

## Базова коплектація
У базовій комплектації BMW 116 представлені: 16-дюймові литі диски, електронна система розподілу гальмівних зусиль, система стабілізації і контролю тяги, система електронного блокування диференціала, кондиціонер, мультифункціональне регульоване рульове колесо з гідропідсилювачем і шкіряним чохлом, система круїз-контролю, бортовий комп'ютер, 6.5-дюймовий кольоровий екран інформаційно-розважальної системи, аудіосистема з шістьма динаміками, вікна з електроприводом, центральний замок, іммобілайзер, комплект подушок безпеки, антиблокувальна гальмівна система, ремені безпеки з функцією попереднього натягу.

## Результати краш-тесту
У 2012 році автомобіль BMW 116 пройшов краш-тест Euro Ncap: 
| Водій або дорослий пасажир | Дитина- пасажир | Пішохід | Засоби безпеки |
| -------------------------- | --------------- | ------- | -------------- |
| 91%                        | 83%             | 63%     | 86%            |